# Finrum

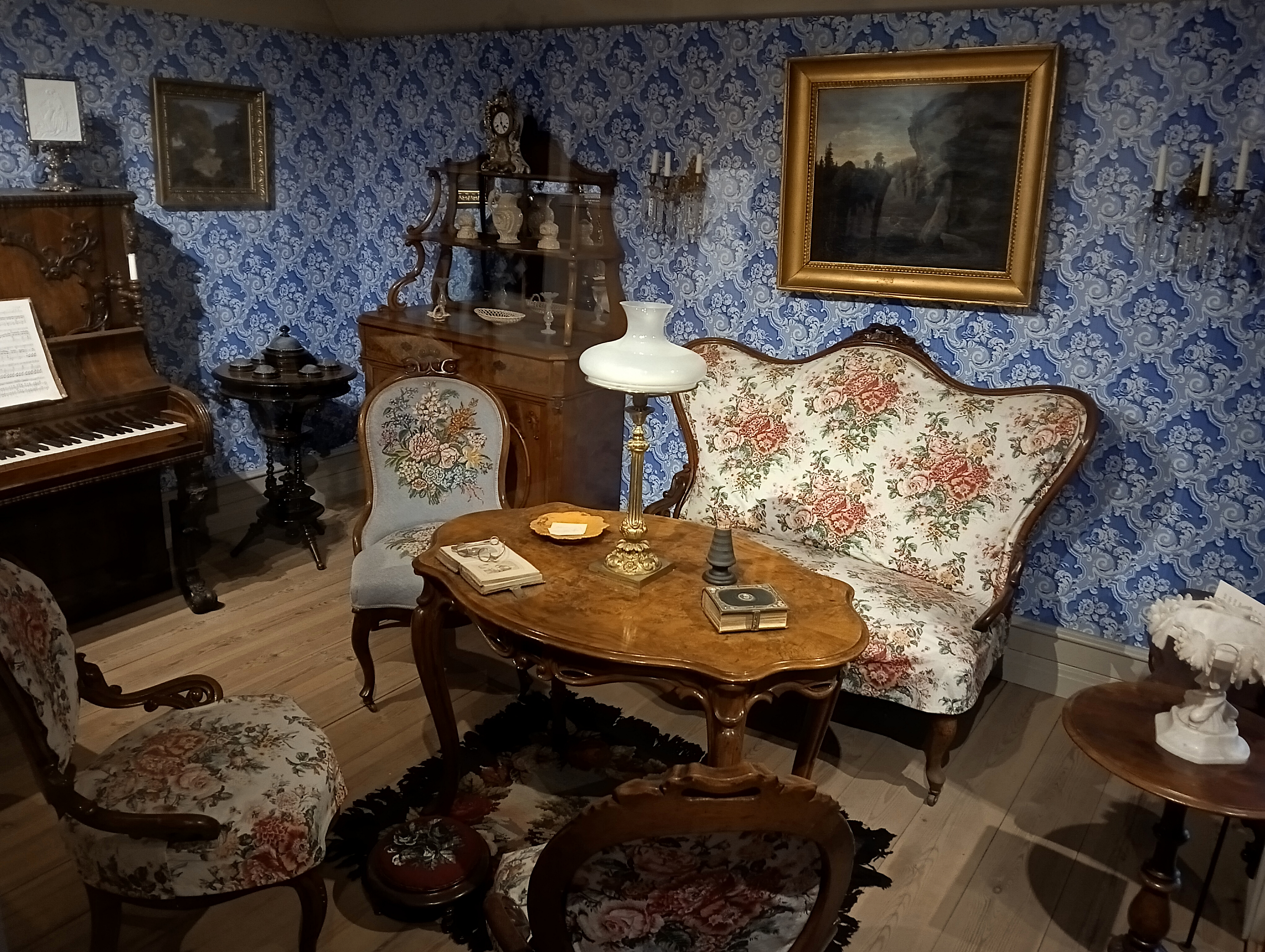
Förmak i nyrokoko (rum 16:4 på Kulturen i Lund) innehåller möbler från omkring år 1850 och stilen var populär under hela slutet av 1800-talet. Detta rum är ett exempel på en salong, inspirerad från Frankrike.

Ett finrum är ett rum i en bostad, som bara används vid högtidliga tillfällen. I slutet av 1800-talet och början av 1900-talet blev finrummet en viktig komponent i det övre skiktet av arbetarklassen, som var den del av arbetarklassen som först anammade en hemcentrerad livsstil. Även i trångbodda hem var det viktigt att sätta av ett rum speciellt för detta ändamål. I de högre samhällsskikten användes istället begreppet salong om det finaste rummet.
Under funktionalismen ersattes finrummen i de flesta bostäder av vardagsrum, men inom en del familjer används begreppet fortfarande, antingen i sin ursprungliga betydelse eller som en synonym till vardagsrum. På landsbygden kallas finrummet enligt en äldre tradition ibland för salen.